# Vinaia Pitaca
Vinaia Pitaca (Vinaya Piṭaka) é um texto budista, uma das três partes do Tripitaka. Seu assunto principal são as regras monásticas para monges e monjas. O nome Vinaia Pitaca (vinayapitaka) é o mesmo em páli, sânscrito, e outros dialetos usados nos textos antigos do Budismo na Índia, e significa cesto da disciplina.
O Vinaia Pitaca é formado por três partes:
- Sutavibanga contém as 227 regras que são recitadas quinzenalmente pelos monges.[3]
- Candaca contém as regras que regem as questões administrativas da sanga monástica.[4]
- Parivara, é uma sistematização das regras.[5]

O Vinaia parte de regras originariamente estabelecidas pelo próprio Buda.

## Adicaranasamatas
Há sete princípios para se acabar com um conflito:
1. Debate, pode-se colocar o litígio em discussão;
2. Reputação, o histórico das circunstâncias e dos envolvidos podem ser decisivos;
3. Insanidade, a sanga, comunidade de budistas, pode atestar que o possível culpado não seja coerente em geral;
4. Admissão, o culpado pode confessar que errou e aceitar as consequências sobre si;
5. Deliberação, a comunidade pode resolver o litígio por votação e decisão da maioria;
6. Índole, a comunidade pode declarar que o culpado tenha má vontade;
7. Desistência, os incomodados com o litígio podem decidir que não vale mais a pena discutir a questão.

## Quatro Votos
Segundo um Sutra de exortação a um Leigo (Digha Nikaya 31, Sigalovada Sutta, Exortação para Sigala, O código de disciplina para a pessoa leiga), o Buda enfatizou seguirmos:
1. Não matar;
2. Não roubar o que não for oferecido;
3. Não realizar conduta sexual imprópria;
4. Não mentir, principalmente para não causar desconforto ou despertar emoções desagradáveis;

## Cinco votos
Há cinco ações que não devem ser cometidas:
1. Matar;
2. Roubar;
3. Praticar sexo impróprio;[nota 1]
4. Mentir;
5. Usar substâncias tóxicas que alteram a mente.

## Dez votos
Há dez ações que não devem ser cometidas:
Com o corpo:
- Matar;
- Roubar;
- Praticar sexo impróprio;[nota 2]

Com a fala:
- Mentir;
- Separar colegas;
- Ser grosseiro;
- Praticar vã tagarelice.

Com a mente:
- Cobiçar;
- Maliciar;
- Ver erroneamente.

As ações posteriores de corpo e fala são consideradas menos graves que as anteriores, matar é a pior ação, fofoca é a mais leve, mas também a mais difícil de se obedecer. Com a mente está invertido, isto é, ter visões errôneas é considerado uma ação pior que cobiçar. Parar de cobiçar, ou desejar, é a ação mais difícil de se cumprir.